# Korakl
Korakl je veoma mali čamac koji danas možemo naći samo u Britaniji, na rekama Velsa i Irske.Veoma ga je jednostavno napraviti od tankih drvenih letvica koje su međusobno isprepletane, to jest ukrštaju se pod pravim uglom. Kostur čamca prekriven je platnom, ili nekom drugom tkaninom, i premazan smolom ili katranom da bi bio vodootporan. U praistoriji kostur broda se pravio od isprepletanog pruća(obično vrbe) i prekrivao životinjskim kožama. Korakl se i dan-danas koristi u Velsu za ribarenje. Toliko je lak da ga jedna osoba bez teškoća može nositi na leđima. Asirci iz severne Mesopotamije (danas Irak) koristili su korakl čamce za plovidbu Eufratom. Korakl je tako jednostavno napraviti da su ovakvi čamci naležni i u mnogim drugim krajevima sveta.